# Polyphaenis hemiphaenis
Polyphaenis hemiphaenis là một loài bướm đêm trong họ Noctuidae.